# Independent Spirit Awards 2007
Die 22. Verleihung der Independent Spirit Awards fand am 24. Februar 2007 statt und wurde von Sarah Silverman moderiert.

## Zusammenfassung
Der große Gewinner war die Komödie Little Miss Sunshine mit vier Awards. Geschlagen wurden unter anderem American Gun (drei Nominierungen, kein Award) und Half Nelson (zwei Awards, vier Nominierungen). Die mexikanische Bürgerkriegsfantasie Pans Labyrinth (El laberinto del fauno) wurde als bester Film nominiert und erhielt den Preis für die Kameraarbeit. Robert Altman wurde für seinen letzten Film Robert Altman’s Last Radio Show (A Prairie Home Companion) als bester Regisseur nominiert, insgesamt seine fünfte Nominierung für einen Independent Spirit Award. David Lynch bekam nach drei erfolglosen Nominierungen seinen ersten Award in Form eines Ehrenpreises für seine Zusammenarbeit mit Laura Dern. Wie bei den Oscars wurde das deutsche Stasidrama Das Leben der Anderen bester ausländischer Film.

## Gewinner und Nominierte

### Bester Film
Little Miss Sunshine – Marc Turtletaub, David T. Friendly, Peter Saraf, Albert Berger, Ron Yerxa
American Gun – Ted Kroeber
The Dead Girl – Tom Rosenberg, Henry Winterstern, Gary Lucchesi, Richard Wright, Eric Karten, Kevin Turen
Half Nelson – Jamie Patricof, Alex Orlovsky, Lynette Howell, Anna Boden, Rosanne Korenberg
Pans Labyrinth (El laberinto del fauno) – Bertha Navarro, Alfonso Cuarón, Frida Torresblanco, Alvaro Augustin, Guillermo del Toro

### Bester Debütfilm
Sweet Land – Ali Selim, Alan Cumming, James Bingham
Day Night Day Night – Julia Loktev, Melanie Judd, Jessica Levin
Man Push Cart – Ramin Bahrani, Pradip Ghosh, Bedford T. Bentley
The Motel – Michael Kang, Matthew Greenfield, Miguel Arteta, Gina Kwon, Karin Chien
Wristcutters: A Love Story – Goran Dukic, Adam Sherman, Chris Coen, Tatiana Kelly, Mikal P. Lazarev

### Bester Dokumentarfilm
The Road to Guantanamo – Michael Winterbottom, Mat Whitecross
A Lion in the House – Steven Bognar, Julia Reichert
My Country, My Country – Laura Poitras
The Trials of Darryl Hunt – Anne Sundberg, Ricki Stern
You’re Gonna Miss Me – Keven McAlester

### Bester Hauptdarsteller
Ryan Gosling – Half Nelson
Aaron Eckhart – Thank You for Smoking
Edward Norton – Der bunte Schleier
Ahmad Ravzi – Man Push Cart
Forest Whitaker – American Gun

### Beste Hauptdarstellerin
Shareeka Epps – Half Nelson
Catherine O’Hara – Es lebe Hollywood
Elizabeth Reaser – Sweet Land
Michelle Williams – Land of Plenty
Robin Wright Penn – Sorry, Haters

### Bester Nebendarsteller
Alan Arkin – Little Miss Sunshine
Raymond J. Barry – Steel City
Daniel Craig – Kaltes Blut – Auf den Spuren von Truman Capote
Paul Dano – Little Miss Sunshine
Channing Tatum – A Guide to Recognizing Your Saints

### Beste Nebendarstellerin
Frances McDormand – Freunde mit Geld (Friends with Money)
Melonie Diaz – A Guide to Recognizing Your Saints
Marcia Gay Harden – American Gun
Mary Beth Hurt – The Dead Girl
Amber Tamblyn – Stephanie Daley

### Beste Regie
Jonathan Dayton und Valerie Faris – Little Miss Sunshine
Robert Altman – Robert Altman’s Last Radio Show (A Prairie Home Companion)
Ryan Fleck – Half Nelson
Karen Moncrieff – The Dead Girl
Steven Soderbergh – Bubble

### Bestes Drehbuch
Jason Reitman – Thank You for Smoking
Neil Burger – The Illusionist
Nicole Holofcener – Freunde mit Geld (Friends with Money)
Ron Nyswaner – Der bunte Schleier
Jeff Stanzler – Sorry, Haters

### Bestes Drehbuchdebüt
Michael Arndt – Little Miss Sunshine
Anna Boden, Ryan Fleck – Half Nelson
Goran Dukic – Wristcutters: A Love Story
Dito Montiel – Kids – In den Straßen New Yorks (A Guide to Recognizing Your Saints)
Gabrielle Zevin – Conversation(s) With Other Women

### Beste Kamera
Guillermo Navarro – Pans Labyrinth (El laberinto del fauno)
Arin Crumley – Four Eyed Monsters
Anthony Dod Mantle – Brothers of the Head
Aaron Platt – Wild Tigers I Have Known
Michael Simmons – Man Push Cart

### Bester ausländischer Film
Das Leben der Anderen – Florian Henckel von Donnersmarck
A fost sau n-a fost? – Corneliu Porumboiu
Buenos Aires 1977 (Crónica de una fuga) – Adrián Caetano
Tage des Ruhms (Indigènes) – Rachid Bouchareb
Ang Pagdadalaga ni Maximo Oliveros – Auraeus Solito

### John Cassavetes Award
Richard Glatzer, Wash Westmoreland, Anne Clements – Quinceañera
Mike Akel, Angela Alvarez, Graham Davidson, Chris Mass – Chalk
Arin Crumley, Susan Buice – Four Eyed Monsters
Kelly Reichardt, Lars Knudsen, Joy Van Hoy, Anish Savjani, Neil Kopp, Jonathan Raymond – Old Joy
Michael Cuesta, Leslie Urdang, Brian Bell, Jenny Schweitzer, Anthony Cipriano – Das Ende der Unschuld

### Producers Award
Howard Gertler, Tim Perell – Shortbus und Pizza
Julie Lynn – Nine Lives und 10 Items or Less
Alex Orlovsky, Jamie Patricof – Half Nelson und Point&Shoot

### Truer Than Fiction Award
Adele Horne – The Tailenders
Eric Daniel Metzgar – The Chances of the World Changing
AJ Schnack – Kurt Cobain: About a Son

### Someone to Watch Award
Julia Loktev – Day Night Day Night
So Yong Kim – In Between Days
Richard Wong – Colma: The Musical

### Special Achievement Award
David Lynch, Laura Dern „für ihr gemeinsames Werk“